# Список правителей Баварии
Список включает в себя герцогов, каролингских королей, курфюрстов и королей, управлявших Баварией.

## История
Бавария была единственным территориальным образованием на территории современной Германии, которое сохраняло свою автономию в пределах своей начальной территории на протяжении Средневековья и Нового времени. Во франкский период на её территории возникло племенное герцогство, являвшееся протекторатом королей франков из династии Меровингов. Оно управлялось представителями местной династии Агилольфингов. До середины VI века герцогство было фактически независимым. Однако правители франков из династии Каролингов были гораздо менее терпимы. Они несколько раз вторгались в Баварию, пока в 788 году герцог Тассилон III был смещён королём франков Карлом Великим, а его владение вошли в состав Каролингского государства (позже империи). В его составе Бавария периодически выделялась в качестве королевства, управляемого представителем династии Каролингов.
После свержения в 887 году императора Карла III Толстого Каролингская империя окончательно распалась. Бавария оказалась в составе Восточно-Франкского королевства. Власть в ней оказалась в руках представителей династии Луитпольдингов, которые вначале были маркграфами Баварии, а позже, воспользовавшись ослаблением центральной власти в королевстве, стали использовать титул герцогов.
После свержения герцога Эберхарда в 938 году значение правителей Баварии временно снизилось, однако положение герцогов внутри их владений оставалось стабильным, что позволяло им сохранять значительное влияние на баварских графов. В период с 940 по 1180 год герцогством управляли представители семи разных династий. Назначение герцога оставалось в руках королей (с 961 года — императоров Священной Римской империи), который пользовался этим для награждения своих приближённых и установления личного контроля над Баварией. Последнее достигалось сохранением герцогства под своим личным управлением. Все графства в Баварии были личными феодами герцогов.
Первоначальная территория Баварии была сокращена, когда в 976 году из неё была выделена Каринтия. До 1156 года феодом герцогов была Восточная баварская марка, позже ставшая отдельным герцогством Австрия.
В 1180 году Бавария перешла под управление династии Виттельсбахов, которые ранее были пфальцграфами Баварии. При этом из её состава была выделена Штирия. Несмотря на урезание территории, управляемое Виттельсбахами государство оставалось мощной силой вплоть до падения Германской империи после окончания Первой мировой войны. Бавария под управлением представителей разных ветвей рода несколько раз делилось сначала на Верхнюю (север) и Нижнюю (юг), которые, в свою очередь дробились на более мелкие части (герцогства Баварско-Ландсхутское, Баварско-Штраубингское, Баварско-Ингольштадтское и Баварско-Мюнхенское), пока в 1503 году все владения не были объединены в руках герцога Альбрехта IV Мудрого. Во время Тридцатилетней войны в 1623 году герцог Максимилиан I получил титул курфюрста и Верхний Пфальц, сохранив их и после окончания войны по Вестфальскому миру.
По итогам Пресбургского мира 1805 года правители Баварии получили королевский титул. Королевство просуществовало до 1918 года, когда король Людвиг III был свергнут с престола.

## Бавария в 555—788 (герцогство Бавария)
| Годы правления                | Имя                                            | Примечания |
| ----------------------------- | ---------------------------------------------- | --- |
| Неизвестная династия          |                                                | |
| ? — 514                       | Теодон (I) (умер в 514)                        | В «Excerpta Altahensia» под 514 годом сообщается о смерти «Теодона, герцога Баварии». |
| 514 — после 520               | Теодон (II) (умер после 520)                   | В «Excerpta Altahensia» назван сыном Теодона (I), сменившего его в качестве герцога. «Annales Ducum Bavariæ» сообщают, что он в 520 году разбил «римскую армию». |
| Агилольфинги                  |                                                | |
| ранее 555 — около 591         | Гарибальд I (умер около 593)                   | Первый документально подтверждённый герцог Баварии. Павел Диакон называет Гарибальда I и его преемника Тассилона I «rex» (король) — то ли потому, что они носили королевский титул, то ли потому, что хочет показать, что правители Баварии занимали положение, похожее на королей лангобардов Имел франкское происхождение. Некоторые исследователи считают его представителем династии Меровингов. Впервые упомянут в качестве герцога Баварии в 555 году, когда он женился на Вальдраде, разведённой жене короля Хлотаря I. Позже сблизился с королями Лангобардов и занимал антифранкскую позицию. В результате около 519 года был смещён. |
| около 591 — около 610         | Тассилон I (умер около 610)                    | Родственник (возможно, сын) Гарибальда I. Был поставлен франками правителем Баварии после смещения последнего королём Хильдебертом II. Воевал со славянами. В 610 году сообщается о его смерти, при этом он впервые был назван герцогом Баварии (лат. dux Baioariorum). |
| около 610 — около 630         | Гарибальд II (умер около 630)                  | Сын Тассилона I. О нём известно только то, что после смерти отца он был разбит славянами. |
| около 630 — около 680         | Теодон I (III) (умер около 680)                | Точное происхождение неизвестно. Он мог быть сыном Гарибальда II; по другой версии, Теодон мог быть сыном Хродоальда, убитого в 624 или 625 году по приказу Дагоберта I |
| не ранее 680 — не позднее 696 | Лантперт                                       | Вероятно, сын Теодона I. Известен благодаря убийству святого Эммерама. Был изгнан в земли авар. |
| не позднее 696—716/718        | Теодон II (IV) (умер 11 декабря около 716/718) | В ряде источников он отождествлялся с Теодоном I. Современные исследователи или считают, что существовало два одноимённых герцога. Точное происхождение Теодона неизвестно. Выдвигались версии, что он мог быть сыном Теодона I, сыном Агилольфа и внуком герцога Гарибальда II или сыном погибшего в 641 году Фары. Ещё при жизни он разделил Баварию между четырьмя сыновьями, вероятно, сохранив верховенство власти за собой |
| после 715 — около 719         | Теудеберт (умер около 719)                     | Старший из сыновей Теодона II, разделившего ещё при жизни Баварию на 4 части. Возможно, при жизни отца был его соправителем в Регенсбурге. Умер вскоре после смерти отца. |
| после 715 — около 719         | Теудебальд (Теобальд) (умер около 719)         | Сын Теодона II, разделившего ещё при жизни Баварию на 4 части. Правил в Пассау или Зальцбурге. Умер вскоре после смерти отца. |
| после 715 — 725/728           | Гримоальд II (убит в 728)                      | Сын Теодона II, разделившего ещё при жизни Баварию на 4 части. Гримоальд получил западную часть с городом Фрайзинг. После смерти брата Теодоальда женился на его вдове Пилитруде. Позже оспаривал со своим племянником Хугбертом, который обратился за помощью к франкскому майордому Карл Мартеллу, который в 725 году вторгся в Баварию. В 728 году Карл Мартелл вторично вторгся в Баварию, во время этого вторжения Гримоальд был убит. |
| после 715 — около 719         | Тассилон II (умер около 719)                   | Сын Теодона II, разделившего ещё при жизни Баварию на 4 части. Умер вскоре после смерти отца. |
| 725—736                       | Хугберт (Гугоберт) (умер в 736)                | Сын Теудеберта. После смерти отца спорил со своим дядей Гримоальдом за наследство отца — часть Баварии с центом в Регенсбурге. На помощь он призвал франкского майордома Карла Мартелла, который дважды (в 725 и 728 годах) вторгался в Баварию. В итоге в 728 году Хукберт остался единовластным правителем. Он был зятем короля Лангобардов Лиутпранда, который воспользовался династическими междоусобицами в Баварии, расширив за её счёт свои владений. Но благодаря родству с ним Хукберт смог защищаться от чрезмерного давления со стороны франкского государства. |
| 736—748                       | Одилон (умер 19 января 748)                    | Точно его происхождение неизвестно. По одной версии, он был сыном Хукберта, по другой — сыном Теодона II. Первоначально он был герцогом Алемании, а после смерти Хукберат стал герцогом Баварии. Он женился на Хильтруде, дочери Карла Мартелла. Позже поддержал претензии на власть в Франкском королевстве Грифона, сына Карла Мартелла и его родственницы Свангильды, что вызвало конфликт с Пипином Коротким и Карломаном, сыновьями Карла Мартела от первого брака. В итоге Пипин в 743 году разбил Одилона у реки Лех, который в итоге хотя и сохранил власть, лишился части Баварии к северу от Дуная, присоединённых к Франкскому королевству. Несмотря на это, он сммг укрепить герцогство, которое до этого сотрясалось от междоусобиц. |
| 748—788                       | Тассилон III (741 — 11 декабря после 794)      | Последний герцог Баварии, сын Одилона и Хильтруды. После смерти отца был мал, поэтому до своей смерти в 754 году за него управляла мать. Самостоятельно Тассилон стал править в 756/757 году. Он стремился к независимости от Франкского королевства, поэтому находился в союзе с папами римскими и установил тесную связь с королём Лангобардов Дезидерием, женившись на его дочери. Также Тассилон находился в тесных связях с баварским дворянством, духовенством и свободными землевладельцами, которые его поддерживали вплоть до 788 года. Его независимая политика вызывала недовольство франкского короля Карла Великого, который считал Тассилона угрозой своему королевству. В результате он после того как герцог отказался явиться на заседание рейхстага в 787 году, в сентябре того же года вторгся в Баварию. Тассилон сдался франкскому королю без боя и признал себя вассалом, передав Баварию Карлу. На суде в Ингельхайме, который состоялся в июне 788 года баварский герцог был приговорён к смерти за «преступления» (неверность, сговор с аварами и враждебность к франкам). Затем Карл помиловал своего двоюродного брата, но заключил его в монастырь. По его приказу была насильственно пострижена и вся семья Тассилона. В результате самостоятельность Баварии была ликвидирована, а территория герцогства включена в состав Франкского королевства. Тассилон был жив ещё в 794 году, когда Карл заставил его на собрании в Франкфурте окончательно отказаться от прав на Баварию за себя и свою семью. |

В 788 году Бавария присоединена к Франкскому королевству.

## Бавария в 788—907 (королевство Бавария)
После включения в состав Франкского королевства Бавария находилась под управлением королевских наместников. В 817 году Бавария была выделена императором Людовиком I Благочестивым в качестве королевства одному из своих сыновей — Людовику Немецкому
| Годы правления | Имя                                                 | Примечание |
| -------------- | --------------------------------------------------- | --- |
| Каролинги      |                                                     | |
| 817 — 865      | Людовик I Немецкий (около 805/806 — 28 августа 876) | Сын императора Людовика I Благочестивого, король Баварии с 817 года. В 830 году впервые в документах использовал титул «rex Baioariorum». Он практически не участвовал в восстании братьев против отца 829—830 годов, когда император Людовик был на какое-то время отстранён от власти. В 831 году в Ахене был произведён новый раздел наследства Людовика Благочестивого; кроме Баварии (Старой Баварии — от Дуная до Альп) в состав его королевства были включены Тюрингия, Рипуария и Саксония вплоть до побережья. В 843 году по условиям Верденского договора в состав королевства, которое получило название «Восточно-Франкского», вошли владения к востоку от линии, проходящей по Рейну и Аре с выступом на Среднем Рейне. Оно включало в себя Баварию, Швабию, Франконию, Тюрингию и Саксонию. Но центром королевства Людовика Немецкого продолжала оставаться Бавария. В 865 году произвёл раздел королевства между тремя сыновьями. |
| 876 — 880      | Карломан (около 830 — 22 сентября 880)              | Старший сын Людовика Немецкого, король Баварии с 876 года, король Италии в 877—879 годах. При жизни отца несколько раз восставал против него. При разделе владений Людовика Немецкого в 865 году получил Баварию со всеми марками и сюзеренитетом над славянами. После смерти отца в 876 году был подтверждён осуществлённый ранее раздел, Карломан сохранил за собой Баварию с Паннонией и Каринтией, а также фактически фиктивный сюзеренитет над Моравией. В документах его титул писался «rex Bawariorum». Каринтию Карломан передал под управление своему сыну Арнульфу. После смерти в 877 году императора Карла II Лысого он решил отправиться в Рим для коронации императорской короной, но по пути серьёзно заболел и был вынужден вернуться. Он договорился с братьями, что его признают правителем «Италии, Туссии и Кампаньи», взамен он отказался от своей доли в Восточной Лотарингии. Из-за перенесённого инсульта Карломан зимой 878/879 года в стал недееспособен. В 879 году он уступил свои права на Италию брату Карлу Толстому.                                                        |
| 880 — 882      | Людовик II Младший (около 835 — 20 января 882)      | Второй сын Людовика Немецкого, король Тюрингии и Саксонии с 876 года, король Баварии с 880 года. При разделе отцовских владений 865 года получил Тюрингию, Саксонию, а также Рейнскую и Майнская Франконию. При жизни отца несколько раз восставал против него. После смерти отца в 876 году разбил короля Западно-Франкского королевства Карла II Лысого, который пытался захватить Восточную часть Лотарингии. В 877 году вместе с младшим братом Карлом Толстым договорился о разделе Восточной Лотарингии. После смерти старшего брата Карломана в 880 году унаследовал Баварию, но умер в 882 году, не оставив наследников. |
| 882 — 887      | Карл Толстый (839 — 13 января 888)                  | Младший сын Людовика Немецкого, король Алемании с 876 года, король Италии с 879 года, император с 880 года, король Баварии и Саксонии с 882 года, король Западно-Франкского королевства. В 865 году при разделе отцовских владений ему были выделены Алемания и Курратия. В 879 году старший брат Карломан, который стал недееспособен из-за перенесённого инсульта, согласился уступить Карлу Италию. В начале 880 году Карл был помазан папой римским в короли Италии, а в ноябре коронован императорской короной. После смерти в 882 году брата Людовика Младшего он объединил в своих руках Восточно-Франкское королевство. В 884 году умер Карломан, король Западно-Франкского королевства. Его единокровный брат Карл Простоватый был мал, кроме того, его не считали законным наследником, в результате чего корона была предложена Карлу Толстому. Однако он не смог противостоять вторжениям норманнов, а также серьёзно болел. В итоге в ноябре 887 года он был свергнут племянником Арнульфом Каринтийским, ставшим новым правителем Восточно-Франкского королевства, и вскоре после этого умер. |

После свержения Карла III Толстого Бавария в числе других земель оказалась в составе Восточно-Франкского королевства под управлением Арнульфа Каринтийского

## Бавария в 907—1180 (герцогство Бавария)
В конце IX века упоминается двое маркграфов Баварии: Энгельдео (в 890—895 годах) и Луитпольд (убит 4 июля 907), маркграф с 895 года. Однако не исключено, Баварская марка идентична Паннонской марке, маркграфы которой зафиксированы в источниках в 870-х — 890-х годах. Он был родоначальником династии Луитпольдингов, представители которой в начале X века присвоили себе титул герцогов Баварии.
| Годы правления                    | Имя                                                 | Примечание |
| --------------------------------- | --------------------------------------------------- | --- |
| Луитпольдинги                     |                                                     | |
| 907—937                           | Арнульф I Злой (умер 14 июля 937)                   | Герцог Баварии с 907 года, антикороль Германии в 919—921 годах. Сын баварского маркграфа Луитпольда. Воспользовавшись слабостью центральной власти, присвоил себе титул герцога Баварии. Арнульф одержал несколько побед над венграми, заключив с ними договор, который защитил Германию от их набегов до 927 года. Хотя королю Конраду I удалось временно изгнать Арнульфа из Баварии, к 917 году тот восстановил своё положение. В 907—914 годах провёл обширную секуляризацию монастырских земель в Баварии, из-за чего его прозвали «Злым», однако это упрочило его власть в герцогстве. После смерти Конрада I недовольные избранием в 919 году королём Генриха I Саксонского баварцы в том же году провозгласили королём в Германии (лат. regno Teutonicorum) своего герцога. Но в итоге в 921 году между Генрихом и Арнульфом был заключён договор, по которому тот отказался от королевского титула, однако в своих владениях занимал положение, равное королевскому. В 933/934 году он провёл неудачный военный поход против короля Италии Гуго в попытке посадить на трон своего сына Эберхарда. |
| 937—938                           | Эберхард (905/910 — после 938)                      | Сын Арнульфа I, герцога Баварии в 937—938 годах году. В 933/934 году его отец предпринял неудачный поход в Италию, пытаясь возвести Эбергарда на итальянский трон. В 935 году Арнульф назначил его своим наследником. В результате после смерти отца в 937 году Эбергард унаследовал Баварию. Однако наследовавший в 936 году королю Генриху I Оттон I Великий, вероятно, требовал гораздо большего подчинения королевской власти, чем это было при его отце, что вызвало недовольство Эбергарда, не согласного идти на уступки. В итоге он восстал. Весной и осенью 938 года Оттон I предпринял 2 похода в Баварию, в результате чего Эбергард оказался смещён с поста герцога и отправился в изгнание. Его дальнейшая судьба неизвестна. Подчинение Баварии Оттоном I оказалось переломным в судьбе Баварского племенного герцогства, которое с этого времени стало владением, которое даровалось королём. |
| 938—947                           | Бертольд (умер 23 ноября 947)                       | Младший брат герцога Арнульфа I. В 938 году король Оттон I сместил его племянника Эбергарда, назначив новым герцогом Баварии Бертольда. Он был верным сторонником короля, особенно в борьбе против Эберхарда Франконского и Гизельберта Лотарингского. В отличие от предшественников, Бертольд согласился с частичной отменой секуляризации земель и правом короля распоряжаться баварскими епархиями. В 942 или 943 году он разбил венгров при Вельсе. В момент его смерти единственный сын Генрих был несовершеннолетним, поэтому наследником Бертольда король назначил не его, а своего брата Генриха I. |
| Людольфинги                       |                                                     | |
| 948—955                           | Генрих I (9191/922 — 1 ноября 955)                  | Сын короля Германии Генриха I, младший брат Оттона I Великого, герцог Лотарингии в 939—940 годах, герцог Баварии с 947 года. Поскольку смерти Генриха в 936 году он, поддерживаемый матерью, безуспешно пытался претендовать на трон, заявляя, что является в отличие от Оттона «порфирогенным» — родившимся тогда, когда его отец уже был королём. В 938/939 году Генрих присоединился к восстанию против брата Эбергарда Франконского и Гизельберта Лотарингского. В 939 году он подчинился брату, получив от того конфискованную Лотарингию. Но уже в 940 году был изгнан оттуда местной знатью. В 941 году Генрих вновь присоединился к заговору против Оттона I, после его раскрытия был помещён в заключение, но на рождество брат его помиловал. После того как умер герцог Баварии Бертольд Оттон I в начале 948 года назначил новым герцогом Генриха, женатого на дочери Арнульфа Злого. На этом посту новый герцог продолжил враждебную политику своего предшественника против венгров, которые ранее были союзниками правителей Баварии. В 948 и 949 годах он сражался с ними в Нордгау: в битве при Флоссе победил, но при Луэ проиграл. Однако 950 году Генрих выдвинулся за Тису и смог нанести поражение венграм. После Итальянского похода Оттона I в 952 году к Баварии было присоединено лангобардское герцогство Фриуль. В результате территория Баварии достигло наибольшего территориального расширения. Хотя Генрих сохранял верность брату, у него появились новые враги — королевский сын Людольф Швабский и герцог Конрад Лотарингский. Когда они восстали против Оттона I, баварский герцог в 953 году поддержал брата, однако его войска перешли на сторону Людольфа, который начал войну в Баварии при поддержки баварского пфальцграфа Арнульфа. Они в 955 году взяли Регенсбург после двухлетней осады. В этом году в войну вмешались венгры, однако Оттон I нанёс им сокрушительное поражение в битве на реке Лех в августе 955 года. Однако сам Генрих, который был умер, в ней не участвовал и вскоре после этого умер. |
| 955—976 985—995                   | Генрих II Строптивый (951 — 28 августа 995)         | Сын герцога Генриха I, герцог Баварии в 955—976, 985—995, герцог Каринтии с 989. Во время баварского восстания 953—955 года был вместе с матерью временно изгнан из Баварии. После смерти отца Генрих в 955 году получил Баварию и Веронскую марку, первоначально под опекой матери. Самостоятельно он стал править в конце 960-х годов. Это привело к усилению давления на недавно образовавшееся Венгерское королевство, возникшее на границе с Баварией после разгрома венгров на реке Лех и создания на границах с ними оборонительных бургов. После того как на посту императора Оттон II сменил отца, Генрих в 974 году организовал вместе с князьями Польши и Чехии заговор против него, после раскрытия которого попал в заключение, но смог в 976 году бежать в Баварию, где начал восстание против императора. Оттон II смог его подавить, после чего Генрих бежал в Чехию. Император конфисковал Баварию, назначив новым герцогом Оттона Швабского, при этом Каринтия была выделена в отдельное герцогство, отданное Генриху, сыну баварского герцога Бертольда. В 977 году Генрих, который предпринял неудачную попытку вернуть Баварию, попал в плен к Оттону II и был сослан в Утрехт. После смерти императора он в начале 984 года получил свободу и выкрал юного Оттона III, попытавшись стать регентом при нём. В марте 984 года некоторые его сторонники даже провозгласили его королём, однако в июне он был вынужден отказаться от попыток занять трон, отдав юного короля. Дальше Генрих попытался вернуть себе Баварию, которой управлял Генрих III. Компромисс был достигнут в январе 985 года, по нему Бавария возвращалась Генриху II, а Генрих III получал Каринтию. После смерти Генриха III Генрих II в 989 году получил и Каринтию. В 9911 году он одержал победу над венграми, а в 992 году принимал участие в походе Оттона III против лютичей. |
| 976—982                           | Оттон I (954 — 31 октября 882)                      | Сын Людольфа, герцога Швабии, старшего сына императора Оттона I, герцог Швабии с 973 года, герцог Баварии с 976 года. В момент смерти отца ему было всего 3 года, поэтому он был, по-видимому, усыновлён своим дедом, императором Оттоном I. После смерти в 973 году бездетного герцога Швабии Бурхарда III император Оттон II передал Швабию Оттону. После в 976 году конфискации Баварии у герцога Генриха II она была тоже передана Оттону, однако в урезанном виде — Каринтия была выделена в виде отдельного герцогства. Таким образом, он стал первым обладателем двух герцогств в средневековой истории Священной Римской империи. Оттон был верной опорой императору; так в 977 году он помог подавить начавшееся «восстание трёх Генрихов». В 980 году Оттон сопровождал императора в походе в Италию и умер через несколько месяцев после катастрофического поражения его армии при Кротоне. |
| Луитпольдинги                     |                                                     | |
| 983—985                           | Генрих III (940/943 5 октября 989)                  | Сын герцога Баварии Бертольда, герцог Каринтии (под именем «Генрих I») в 976—978 и 985—989 годах, герцог Баварии в 982—985 годах. В момент смерти отца в 947 году Генрих был мал, из-за чего король Оттон I передал Баварию не ему, а своему брату Генриху I. Возможно, что из-за этого мать Генриха участвовала в восстании 953—955 года. После того как в 976 году Бавария была конфискована у Генриха II, Оттон II, передавший герцогство своему племяннику Оттону, выделил из него Каринтию в отдельное герцогство, переданное Генриху. Однако в 977 году он принял участие в «Восстании трёх Генрихов», после поражения в котором в 978 году лишился Каринтии и был приговорён к ссылке. Но после разгрома при Кротоне в 982 году Оттон II стал более зависим от могущественных княжеских семей. Поэтому он вернул Генриха из ссылки и в мае 983 года назначил его герцогом Баварии. В результате тот стал противником бывшего герцога Генриха II, с которым он ранее был союзником в восстании 977 года, который отказался от попыток получить германскую корону и сосредоточился на возвращении себе Баварии. Их борьба завершилась компромиссом в январе 985 года, когда Бавария была возвращена Генриху II, а Генрих III взамен получил Каринтию. |
| Людольфинги                       |                                                     | |
| 995—1004 1009—1017                | Генрих IV Святой (8 мая 973 — 3 июля 1024)          | Сын Генриха II, король Германии (под именем «Генрих II») с 1002 года, император с 1014 года. В 995 году наследовал отцу в Баварии. При жизни Оттона III Генрих поддерживал с ними хорошие отношения и дважды сопровождал его в походах в Италию. После смерти императора, не оставившего наследников, он в марте 1002 года предъявил права на королевский трон, в чём его поддержал герцог Оттон Каринтийский, сын дочери Оттона I Великого. В итоге Генрих был избран королём Германии баварской и франконской знатью и 7 июня 1002 года коронован в Ахене. В дальнейшем его признали знать Лотарингии и Швабии. Вскоре после этого ему пришлось воевать с князем Польши Болеславом Храбрым, который в 1003 году захватил Чехию и отказался приносить вассальную присягу. Хотя в 1005 году Генриху удалось подчинить Болеслава, в дальнейшем ему ещё несколько раз пришлось совершать походы в Польшу. Также королю пришлось разрешать тяжёлый конфликт на западе с могущественным графом Фландрии. Императорскую корону Генрих смог получить только в 1014 году, когда вмешался в выборы папы и обеспечил избрание Бенедикта VIII, в ответ короновавшего Генриха и его жену 14 февраля. Детей он не оставил, что впоследствии было интерпретировано как «героическая благодетель». В 1146 году Генрих II был канонизирован папой Евгением III. |
| Люксембурги                       |                                                     | |
| 1004—1009 1017—1026               | Генрих V (до 17 сентября 964 — 27 февраля 1026)     | Сын Зигфрида, графа Люксембурга, брат Кунигунды Люксембургской, жены императора Генриха II Святого. Граф Люксембурга (под именем «Генрих I») с 998 года. Граф в Арденненгау в 995 году. В 1004 году брат его сестры, Генрих II Святой, избранный в 1002 году королём Германии, передал ему Баварию. Однако в 1008 году, когда король не признал избрание брата Генриха, Адальберона, архиепископом Трирским, он вместе с братьями выступил против него, за что был лишён Баварии. В 1015 году Генрих подчинился императору, который в 1017 году вернул ему Баварию. После смерти Генриха II он поддерживал сохранение мира в империи и участвовал в избрании новым королём Конрада II. |
| Салическая (Франконская) династия |                                                     | |
| 1026—1027                         | Конрад (около 990 — 4 июня 1039 )                   | Король Германии (под именем «Конрад II») с 1024 года, король Италии с 1026 года, император с 10127 года, король Бургундии с 1033 года. Происходил из одной из самых знатных германских семей, богатые владений которой располагались в районе Вормса и Шпайера. После угасания Саксонской династии после смерти в 1024 году Генриха II был избран новым королём Германии и был коронован 8 сентября 1024 года. В 1026 году он отправился в Италию, где был коронован итальянской короной, а в 1017 году в Риме и императорской. В 1026 году унаследовал Баварию, передав её в 1027 году своему сыну — будущему императору Генриху III. |
| 1027—1042 1047—1049               | Генрих VI (28 октября 1017 — 5 октября 1056)        | Сын Конрада II, король Германии (под именем «Генрих III») с 1028 года (до 1039 года — соправитель отца), герцог Баварии в 1027—1042 и 1047—1049 годах, император с 1046 года. Был назначен наследником престола в 1026 году. В следующем году стал герцогом Баварии, а в 1028 году был сделан отцом своим соправителем. В качестве герцога Баварии в 1031 году без ведома отца заключил мир с королём Венгрии Стефаном I. Также Генрих провёл самостоятельную военную компанию против чешского князя Бржетислава I, подчинив его. После смерти отца в 1039 году он принял управление империей, достигшей пика могущества. Ему удалось восстановить мир в Италии, подчинить империи Польшу, Чехию и даже на некоторое время Венгрию. После того как Генрих унаследовал Каринтию, он не собирался удерживать её в руках, назначив в неё нового герцога. Осенью 1046 года Генрих предпринял поход в Италию, возведя нового папу Климента II, который в ответ короновал его императорской короной. Затем он совершил поход в Южную Италию. В 1055 году Генрих совершил новый поход в Италию |
| Люксембурги                       |                                                     | |
| 1042—1047                         | Генрих VII (умер 14 октября 1047)                   | Граф Люксембурга (под именем «Генрих II»), граф в Мозельгау и Бидгау, герцог Баварии с 1042 года, племянник Генриха I Люксембургского, после смерти которого стал главой рода. Был верным сторонником императоров Салической династии. 21 февраля 1042 года Генрих III передал ему Баварию, вероятно, из-за угроз восточной границе со стороны венгров. Генрих участвовал в походах императора в 1042, 1043 и 1044 годах, которые закончились победой при Менфе, что привело к созданию очень удобной для Баварии конфигурации венгерско-баварской границы, укреплённой основанием нескольких марок. Во время тяжёлой болезни императора в октябре 1045 года Генрих играл важную роль в переговорах о его возможном преемнике. Когда его брат, Фридрих, стал в 1046 году герцогом Нижней Лотарингии, а племянник Вельф III в 1047 году стал герцогом Каринтии, Люксембурги стали одной из самых влиятельных семей в империи. В сентябре/октябре 1047 года Генрих сопровождал императора во время похода против Дитриха Голландского, по возвращении из которого умер. |
| Эццонены                          |                                                     | |
| 1049—1053                         | Конрад I фон Цютфен (умер около 15 декабря 1055)    | Герцог Баварии в 1049—1053. Император Генрих III отдал Куно Баварию 2 февраля 1049 года. Вскоре после назначения произошло несколько столкновений на границе империи и Венгрии, во время которых в 1050 Конрад был отправлен в Восточную марку, во время которой он удачно защищал Хайнбург. В последующие годы его отношения с императором ухудшились, поскольку Генрих III желал передать Баварию своему сыну — будущему императору Генриху IV, родившемуся в 1050 году. Кроме того, Конрад враждовал епископом Регенсбурга Гебхардом, дядей императора. В итоге после того, как Конрад сжёг епископский замок Паркштейн, Генрих III на рейхстаге в Мерзебурге лишил его герцогства, вскоре передав его своему сыну Генриху. Конрад бежал в Венгрию и с помощью короля Андраша I начал борьбу за Каринтию, где у него было много сторонников. В 1055 году он вместе со своим бывшим соперником, епископом Гебхардом, и герцогом Каринтии Вельфом III организовал заговор, направленный на свержение императора, во время которого умер. |
| Салическая (Франконская) династия |                                                     | |
| 1053—1054 1077—1095               | Генрих VIII (11 ноября 1050 — 7 августа 1106)       | Сын императора Генриха III. В 1053 году отец передал ему конфискованную Баварию, но после того как в 1053 году короновал его как соправителя, Бавария была передана его брату Конраду. |
| 1054—1055                         | Конрад II (сентябрь/октябрь 1052 — 10 апреля 1055)  | Второй сын императора Генриха III. После того как в 1053 году его старших брат Генрих IV был коронован как соправитель отца, в 1054 году Бавария была передана Конраду. Однако уже в 1055 году он умер. |
| 1056—1061                         | Агнеса де Пуатье (около 1025 — 14 декабря 1077)     | Вдова императора Генриха III, регентша Германии в 1056—1062 годах, герцогиня Баварии в 1056-1061 годах. После смерти мужа стала от имени малолетнего сына Генриха IV управлять Германией. В 1056 году стала герцогиней Баварии и оставалась ей до того, как в 1061 году передала Баварию Оттону Нортхеймскому. |
| Нортхеймская династия             |                                                     | |
| 1061—1070                         | Оттон II Нортхеймский (около 1020 — 11 января 1083) | граф Нортхайма (под именем «Оттон I») с около 1049 года, герцог Баварии в 1061—1070 годах. Благодаря наследству жены, происходившей из рода Эццоненов, Оттон смог упрочить позиции своего дома. Во время споров за венгерский престол в 1061 году императрица Агнесса де Пуатье решила передать Баварию, которой до этого управляла самостоятельно, Оттону Нортхеймскому. Одним из решающих аргументов передачи ему герцогства, вероятно, был тот факт, что он до этого не имел в Баварии владений. Местная знать его приняла, а позже Оттон способствовал отстранению Ангессы от власти. В результате он занял ведущие позиции в имперской политике. После начала самостоятельного правления Генриха IV в 1065 году Оттон первоначально сохранил своё положение, представляя интересы короля в Риме и Ломбардии в 1066 и 1068 годах. Однако в 1069 году у него произошёл конфликт с королём, а в 1070 году произошёл окончательный разрыв, когда Генрих IV обвинил Оттона в намерении его убить. Бавария была у него конфискована, но, поскольку он подчинился в 1071 году, свои личные владения он сохранил. С 1073 года Оттон был лидером оппозиции Генриху IV в Саксонии. В дальнейшем он пытался вернуть себе Баварию. Хотя в 1075 году Оттон примирился с королём, однако в 1076/1077 году вновь оказался среди оппозиции, поддерживая антикоролей Рудольфа Швабского и Германа фон Зальма. |
| Вельфы                            |                                                     | |
| 1070—1077 1096—1101               | Вельф I (около 1030/1040 — 9 ноября 1101)           | Герцог Баварии в 1070—1077 и 1096—1101 годах. Вельф был сыном итальянского графа Альберто Аццо II д’Эсто и Кунигунды Альтдорфской, сестрой герцога Каринтии Вельфа III. После смерти в 1055 году Вельфа III, не оставившего наследников, его владения были завещаны Альтдорфскому монастырю, что было оспорено его матерью Ирмтрудой. Она обратилась к императору Генриху III, который разрешил унаследовать владения рода в Швабии и Баварии племяннику покойного, Вельфу IV. Обладавший большими политическими амбициями и тесными связями с швабским герцогом Рудольфом, он в 1070 году был вознаграждён конфискованной у Оттона Нортхеймского Баварией. Несмотря на некоторые конфликты с Генрихом IV в 1072 и 1074 годах, Вельф оставался главной опорой короля в Баварии. Это защищало его от попыток Оттона Нортхеймского вернуть себе герцогство. На имперском уровне он был близким союзником Рудольфа Швабского и поддержал его выбор в качестве антикороля Германии, за что Генрих IV объявил о конфискации Баварии. После этого до 1096 года Бавария находилась под прямым управлением императора. В 1089 году Вельф женил 17-летнего сына Вельфа V на 43-летней Матильде Тосканской — главной сопернице Генриха IV в Италии. Он несколько раз (в 1087 и 1091 годах) пытался примириться с Генрихом IV, но только в 1096 году нестабильная политическая ситуация в Германии и Италии вынудила императора согласиться на примирение. В итоге Бавария была возвращена Вельфу, а в 1098 году ему удалось закрепить герцогство как наследственное владение, обеспечив избрание сына, Вельфа V. |
| 1101—1120                         | Вельф II (около 1073 — 24 сентября 1120)            | Старший сын Вельфа I (IV), герцог Баварии с 1101 года. В 1089 году был заключён брак между 17-летним Вельф V и 43-летней Матильдой Тосканской. Направлен союз был против императора Генриха IV, который с 1091 года лишился возможности путешествовать в Ломбардию, поскольку все переходы в Альпах контролировались его противниками. Однако в 1095 году союз распался: Вельф летом вместе с отцом вернулся в Германию, где они примирились с императором. В 1096 году Вельфу IV была возвращена Бавария. В 1097 году Вельф V с братом вновь восстал против Генриха IV и примирился только в начале 1098 году, когда ему было обещано наследование герцогства после смерти отца. В 1101 году Вельф без каких-то проблем унаследовал Баварию. Он вместе с братом поддерживал императора, несмотря на попытки папы переманить в лагерь противников. Но когда Генрих V поднял восстание против отца, Вельф в 1105 году перешёл на его сторону. В дальнейшем он участвовал в походах нового короля против правителей Венгрии, Польши и Чехии, а в 1110 году присоединился к походу в Рим. |
| 1120—1126                         | Генрих IX Чёрный (умер 13 декабря 1126)             | Младший сын Вельфа I (IV), герцог Баварии с 1120 года. В первые годы жизни был больше занят управлением семейных владений Эсте в Италии. Генрих был какое-то время вовлечён в борьбу отца против императора Генриха IV, но после их примирения в 1096 году поддерживал Салическую династию. В 1115 году он участвовал в итальянском походе Генриха V, во время которого наследство Матильды Тосканской, на которое претендовали и Вельфы, было конфисковано и присоединено к владениям короны. После смерти бездетного брата Вельфа V (II) 24 сентября 1120 года император пожаловал Баварию Генриху. В 1121 году он участвовал в переговорах, которые в итоге привели к подписанию Вормсского конкордата. После смерти Генриха V в 1125 году Генрих, хотя и считался сторонником герцога Фридриха Швабского, сменил сторону и поддержал выбор новым королём Людовика Супплинбургского, вероятно, из-за перспектив женитьбы своего сына, Генриха Гордого, на Гертруде, наследнице нового короля. |
| 1126—1138                         | Генрих X Гордый (умер 20 октября 1139)              | Сын Генриха IX Чёрного, герцог Баварии в 1126—1138 годах, герцог Саксонии (под именем «Генрих I») с 1137 года. Унаследовал Баварию в конце 1126 года, когда его отец удалился в монастырь. Брак Генриха и Гертруды Супплинбургской, дочерью избранного королём Людовика Супплинбургского, был, вероятно, согласован его отцом в качестве награды за смену стороны на королевских выборах в 1125 году. Новый герцог сразу же принялся активно поддерживать тестя против Штауфенов, против которых совершил несколько походов в 1127—1134 годах. В 1136/1137 году Генрих принимал участие во втором итальянском походе Лотаря в Италию, получив в награду Тусцийскую марку. Незадолго до смерти Лотарь в 1137 году даровал Генриху Саксонское герцогство, передав ему все свои регалии, показав, что видит в нём своего преемника, однако новым королём был выбран не Генрих, а Конрад III Штауфен. Хотя он в итоге согласился признать выбор, Генрих в 1138 году лишился своих владений: Бавария была передана Леопольду Австрийскому, а Саксония — Альбрехту Медведю. Генрих продолжил сопротивление в Саксонии, но в 1139 году умер. |
| Бабенберги                        |                                                     | |
| 1139—1141                         | Леопольд (умер 18 ноября 1141)                      | Третий сын маркграфа Австрии Леопольда III Маркграф Австрии (под именем «Леопольд IV») с 1136 года, герцог Баварии с 1139 года. После смерти отца стал маркграфом в обход двух старших братьев — Альбрехта (умер в 1138) и Генриха Язомирготта, который «был менее» любим отцом. Вероятно, причиной такого наследования стали семейные разногласия. Весной 1137 года в Тульне по инициативе Агнес, вдовы Леопольда III, состоялось собрание с целью примирения Леопольда и Генриха; на нём именно Леопольд был признан маркграфом, а Генрих взамен получил поместья матери на Рейне. После того как 7 марта 1138 года королём Германии был избран Конрад III Штауфен, единоутробный брат Леопольда и Генриха, престиж династии Бабенбергов значительно вырос. Братья стали важной опорой королевской власти. Новый король в декабре 1138 года отобрал Баварию и Генриха X Гордого, отдав её в феврале или марте 1139 года маркграфу Леопольду — самому могущественному баварскому феодалу после Вельфов. С учётом того что в 1138 году епископом Фрейзинга стал его брат Оттон, обеспечив брату поддержку, а Генрих Гордый сосредоточился на попытках сохранить Саксонию, шансы Леопольда укрепиться в Баварии были высокими. Чтобы обеспечить Конраду III поддержку, новый герцог выступил весной 1139 года на север империи, приняв участие в неудачной кампании короля против Генриха Гордого. После внезапной смерти 20 октября бывшего баварского герцога его младший брат Вельф VI в защиту прав своего племянника Генриха Льва, вторгнувшись в Баварию. Хотя ему удалось нанести поражение Бабенбергам, его армия была серьёзно потрёпана в декабре 1139 года в битве при Вайнсберге. В начале 1141 года Леопольд подавил восстание в Регенсбурге, а летом предпринял карательную экспедицию против Вельфа, преследуя его войска в районе реки Лех. По возвращени он заболел и умер. |
| Гогенштауфены                     |                                                     | |
| 1141—1143                         | Конрад III (1093 — 15 февраля 1152)                 | Сын герцога Швабии Фридриха I, младший брат герцога Фридриха II, король Германии (под именем «Конрад III») с 1138 года, герцог Баварии в 1141—1143 годах. Через свою первую жену получил владения и графский титул в Восточной Франконии в Ротенбурге-об-дер-Таубер и в Кочергау в районе Швебиш-Халль. В 1124/1125 году совершил паломничество в Иерусалим, из-за чего не принимал участие в неблагоприятных для Штауфенов выборах короля в 1125 году. Конрад участвовал в борьбе своего брата, герцога Фридриха II, против короля Лотаря, а 29 сентября 1135 года подчинился королю. После смерти Лотаря Конрад 7 марта 1138 года был избран новым королём Германии в обход самого могущественного имперского князя — герцога Баварии и Саксонии Генриха Гордого, зятя короля Лотаря, что спровоцировало кризис. В 1138 году он лишил Генриха Гордого Баварии и Саксонии; Баварию король отдал своему единоутробному брату, маркграфу Австрии Леопольду IV, а Саксонию — Альбрехту Медведю. В результате разгорелась война между Штауфенами и Вельфами. Генрих Гордый укрепился в Саксонии и не пустил туда Альбрехта Медведя. Даже смерить Генриха в 1139 не изменила ситуацию, поскольку вдовствующая импператрица Риченца при поддержке саксонской знати отстаивала права своего несовершеннолетнего внука Генриха Льва на Саксонию, а в Баварии в поддержку его прав достаточно успешно выступил Вельф VI, брат покойного герцога. Параллельно борьбе с Вельфами Конрад пытался утвердиться в империи, поскольку кроме наследных владений в Швабии и Франконии в качестве опоры у него были только Швабия и Эльзас, находившиеся в руках его брата, герцога Фридрриха II. Для этого он умело использовал браки своих родственников. После смерти герцога Баварии Леопольда в 1141 году Конрад лично вступил в управление герцогством. На рейхстаге в Франкфурте в мае 1142 года Альбрехт Медведь отказался от Саксонии, которая была передана Генриху Льву в обмен на отказ от Баварии. Кроме того, вдовствующая герцогиня Гертруда вышла замуж за нового маркграфа Австрии Генриха Язомирготта, которому в январе 1143 года была передана Бавария. Впрочем, в том же году Гертруда умерла, а Вельф VI так и не признал отказа своего племянника от Баварии |
| Бабенберги                        |                                                     | |
| 1143—1156                         | Генрих XI Язомирготт (1112 — 13 января 1177)        | Маркграф Австрии (под именем «Генрих II») в 1141—1156 годах, пфальцграф Рейнский (под именем «Генрих IV») в 1140—1141 годах, герцог Баварии в 1143—1156 годах, герцог Австрии с 1156 года, второй сын маркграфа Австрии Леопольда III. После смерти отца был обойден в наследовании Австрийской маркой, которая досталась его младшему брату Леопольду IV. Но после его смерти получил таки марку. Кроме того, ему в январе 1143 года была передана Бавария, а за год до этого он женился на Гертруде, вдове герцога Генриха X Гордого. Однако через год она умерла от родов и надежды на преодоление конфликта с Вельфами из-за Баварии исчезли. Опасность возросла, когда Вельфы приобрели сторонников среди баварской знати, включая маркграфа Карантанской марки; кроме того, в Австрию с востока вторглись венгры. Опасность уменьшилась, когда Генрих в 1149 году женился Феодоре Комнине, племяннице Византийского императора, с которой он познакомился во время Второго крестового похода в 1147/1148 году. В 1156 году король Германии Фридрих I Барбаросса после длительных переговорах лишил спор из-за Баварии. В итоге в сентябре в Регенсбурге Вельфы и Бабенберги договорились о примирении. По итогам соглашения Бавария доставалась Генриху Льву, однако из герцогства выделялась Австрийская марка, преобразованная в герцогство. Стороны отказывались от прав на владения друг друга. |
| Вельфы                            |                                                     | |
| 1156—1180                         | Генрих XII Лев (около 1129/1130 — 6 августа 1195)   | Сын герцога Генриха X Гордого. Герцог Саксонии (под именем «Генрих III») в 1142—1180 годах, герцог Баварии в 1156—1180 годах. После смерти отца отстаиванием его прав занималась бабушка, вдовствующая императрица Риченца. По заключённому в 1142 году соглашению с королём Конрадом III за Генрихом Львом признавалось владение Саксонией, в то время как от прав на Баварию он был вынужден отказаьться. Кроме того, его мать Гертруда вышла замуж за нового герцога Баварии Генриха Язомирготта, однако через год умерла. В первые годы Генрих Лев старался укрепиться в Саксонии. В 1147 году он вместе с большинством саксонских князей принял участие в Крестовом походе против вендов. С 1147 года он возобновил претензии на Баварию, однако во время правления Конрада III их реализовать не удалось. Всё изменилось после восхождения не престол Фридриха I Барбароссы, двоюродного брата Генриха. Во время итальянского похода в 1154/1155 году саксонский герцог подавил восстание римлян в день императорской коронации Фридриха. После возвращения в Германию в 1156 году император урегулировал спор из-за Баварии: Генрих Лев признавался герцогом, однако из состава Баварии выделялась Австрия, возведённая в ранг герцогства, в которой правил бывший баварский герцог Генрих Язомирготт. Однако Бавария для Генриха Льва оставалась второстепенной территорией, его основные интересы лежали в Саксонии. Там он расширял свои владения за счёт славян. Но в 1176 году у герцога произошёл конфликт с императором, который привёл к тому, что в январе 1180 года Генрих Лев был лишён всех имперских феодальных владений. |

## Баварские герцоги в 1180—1623 годах

### Бавария (1180—1253)
В 1180 году Бавария была конфискована у Генриха Льва и передана баварскому пфальцграфу Оттону V Виттельсбаху. С этого момента Бавария вплоть до6 1918 года управлялась представителями династии Виттельсбахов.
| Годы правления | Имя                                                          | Примечание |
| -------------- | ------------------------------------------------------------ | --- |
| Виттельсбахи   |                                                              | |
| 1180—1183      | Оттон I (умер 11 июля 1183)                                  | Пфальцграф Баварии (под именем «Оттон VI») с 1156 года, герцог Баварии с 1180 года, сын пфальцграфа Оттона V. После смерти отца унаследовал владения своей ветви семьи Виттельсбахов и титул пфальцграфа. В дальнейшем ему удалось расширить влияние своей семьи. В январе 1180 года на рейхстаге в Регенсбурге император Фридрих I Барбаросса конфисковал владения герцога Баварии и Саксонии Генриха Льва. Эта конфискация затем была подтверждена в июне на новом рейхстаге в регенсбурге. Но только 16 сентября в Альтенбурге было объявлено, что новым герцогом Баварии назначен пфальцграф Оттон. При этом из состава Баварии была выделена Штирия, правитель которой, маркграф Отакар IV, получил герцогский титул. Хотя баварская знать без особого восторга восприняла возвышение Оттона, его власть опиралась на обширные владения вдоль долин Паар, Ильм и Абенс — на территорию от Айхаха и Дахау до Кельхайма. К этому добавились владения к востоку от Изара на север до фор-Мосбурга, в долине Мангфалль и к северу от озера Штарнбергер. Благодаря личным качествам и должности главного судьи герцогства Оттону удалось укрепить свою власть настолько, что его сын Людвиг I даже в результате длительного периода опекунства смог сохранить власть. |
| 1183—1231      | Людвиг I Кельгеймский (23 ноября 1173 — 14/15 сентября 1231) | Герцог Баварии с 1231 года, сын Оттона I. В момент смерти отца был несовершеннолетним, но император Фридрих I Барбароса гарантировал наследование Баварии Людовиком. В течение деятиления герцогством управляли опекуны — двое братьев его отца, архиепископ Майнца Конрад и пфальцграф Оттон VII. Совершеннолетним Людвиг стал в 1187 году, но де-факто стал управлять им только в 1192 году. В 1192 году император Генрих VI спас юного герцога от опасной и воинственной оппозиции, возглавляемой Альбертом фон Богеном, деятельность которого была направлена и против императора, после чего Людвиг вошёл в ближайшее окружение Генриха VI. После смперти императора герцог Баварии входил в окружение короля Филиппа Швабского вплоть до его убийства. Совершённо в Бамберге в 1208 году цареубийство стало для Людвига «политической находкой»: хотя убийцей был его двоюродный брат пфальцграф Оттон VIII Виттельсбах, сам он к нему причастен не был и воспользовался ситуацией в свою пользу. Он первым из имперских князей признал королём Оттона IV Брауншвейгского, в ответ тот на рейхстаге в Франкфурте 15 июня 1208 года подтвердил, что Бавария является наследственным владением Людвига, а также передал ему владения убийцы. Позже герцог без особых проблем смог подавить своего последнего могущественного противника в Баварии из Андексского дома. Когда в 1211 году собрание имперских князей приняло решение о передаче короны юному Фридриху II Штауфену, Людвиг вновь присоединился к Штауфенам. В 1220 году он сопровождал короля в Италию на имперскую коронацию, а затем стал его ближайшим советником и даже получил в 1225 году должность главы королевского совета в Германии и опеку над сыном императора Генрихом (VII). Одной из наград стал рейнский Пфальц — очень важное имперское владение: в 1212 году несовершеннолетний сын Людвига Оттон был обручён с Ангес, наследницей пфальцграфства. Поскольку на момент наследования Пфальца (1214 год) вместо девятилетнего Оттона им стал управлять сам Людвиг. С титулом пфальцграфа Рейнского были связаны важные имперские функции, и до 1228 года их выполнял герцог Баварии. Саму Баварию он смог превратить из племенного герцогства в территориальное, стремясь присоединить к своим личным владениям как можно больше земель. Этому во многом способствовало вымирание ряда знатных родов. Основными направлениям расширения герцогской власти были район Дуная с Регенсбургом, окрестности Зальцбурга с Райхенхаллом и Андехс — владение на юго-западе Старой Баварии. Кроме того, семь сестёр Людвига были выданы замуж за представителей знатных родов, что также способствовало упрочнению власти герцога. На рождество 1228 года разразился конфликт между Людвигом и его подопечным, сыном императора Генрихом, который обвинил своего амбициозного и властолюбивого опекуна в сговоре с папой. После того как император в 1230 году заключил с папой мир, герцог Баварии был одним из поручителей Фридриха II, однако он лишился поддержки папы против Штауфенов. А 15 сентября 1231 года Людвиг был убит неизвестными на мосту через Дунай около Кельхайма. Различные источники обвиняют в убийстве императора, но, возможно, к нему был причастен и Генрих (VII). |
| 1231—1253      | Оттон II Светлейший (7 апреля 1206 — 29 ноября 1253)         | Пфальцграф Рейнский с 1214 года (самостоятельно с 1228 года), герцог Баварии с 1231 года, сын Людвига I. В 1212 году Оттон женился на Агнессе, наследнице пфальцграфа Рейнского, что привело к приобретению этого владения в 1214 году. Однако сам Оттон в это время был несовершеннолетним, поэтому до 1228 года Пфальцем управлял его отец. В качестве пфальцграфа Рейнского он был императорским викарием, занимая ключевое положения при выборах короля. После убийства отца в 1231 году Оттон, унаследовавший и Баварию, дистанцировался от императора Фридриха II и его сына Генриха (VII). Во время их конфликтов ему пришлось осторожно маневрировать, но в итоге выбрал сторону императора. В 1235 году Оттон внёс значительный вклад в установления баланса между Штауфенами и Вельфами: поскольку он через жену обладал долей в Вельфских владениях, она отказалась от них в пользу Оттона Люнебургского. Его отношения с императором были напряжёнными, но в 1246 году он сблизился с ним, выдав замуж свою дочь за императороского сына Конрада IV. В самой Баварии Оттон смог воспользоваться исчезновением некоторых знатных фамилий, чтобы присоединить их владения к своим. Главными соперниками его в герцогстве были могущественные графы Андексские, носившие также титул герцогов Меранских. В разгар борьбы за централизацию Баварии Оттон неожиданно умер. Хотя ему не удалось присоединить к своим владениям Австрию, он смог значительно укрепить власть герцога в результате жестокого подавления баварских дворянских семей и епископов. |

После смерти Оттона II Бавария была разделена между его сыновьями. Генрих стал герцогом Нижней Баварии, а Людвиг — Верхней Баварии. С этого момента и до начала XVI века герцогство Бавария часто делилась между разными линиями династии Виттельсбахов.

### Верхняя Бавария(1255—1247)
| Годы правления | Имя                                                   | Примечание |
| -------------- | ----------------------------------------------------- | --- |
| 1255—1294      | Людвиг II (13 апреля 1229 — 1/2 февраля 1294)         | Старший сын герцога Оттона II, герцог Баварии в 1253—1255 годах (совместно с братом), герцог Верхней Баварии с 1255 года, пфальцграф Рейнский с 1253 года. После смерти отца 29 ноября 1253 года начал управлять Баварией и Пфальцем вместе с младшим братом Генрихом. Но после конфликтов с ним в 1255 году произошло разделение Баварии на 2 части — вопреки имперскому праву. Людвиг оставил себе рейнский Пфальц и Западную (Верхнюю) Баварию — от лесов рейнского Пфальца до Кицбюэльских Альп. В этой области находилось большинство владений вымерших в XIII веке баварских родов. Несмотря на проведённый раздел, единство Баварии под управлением Виттельсбахов сохранилось. Людвиг стремился всячески расширить свои владения, причём на пользу ему шли конфликты с баварской знатью. Часть владений он выкупил, кроме того, он получал и некоторые церковные владения. Проводил Людвиг агрессивную политику увеличения личных владений и в рейнском Пфальце, наталкиваясь на сопротивление архиепископов Майнца и епископов Вормса. Его политика сделала необходимой усилиние центральной власти, особенно в Баварии; к концу его правления образовался чётко очерченный «совет». Кроме того, в Верхней Баварии было образовано 2 наместничества, ставших важным инструментом поддержания мира в герцогстве. Активно участвовал Людвиг и в имперской политике, что было обосновано тем, что его сестра, вдова Конрада IV, в 1252 году привезла юного сына Конрадина в Баварию. После смерти в 1254 году Конрада IV именно Людвиг стал опекуном его юного сына. Сначала он пытался обеспечить его избрание королём, но после того как понял тщетность своих попыток, обеспечил избрание 13 января 1357 года королём Ричарда Корнуольского, вероятно, потому, что тот представлял меньшую угрозу притязанием Конрадина на Сицилию, чем Альфонсо X Альфонсо X Кастильский. Сложная процедура королевских выборов привела к созданию коллегии выборщиков (курфюрстов), в которой Людвиг принимал активное участие. После смерти Манфреда Сицилийского он вновь неудачно попытался добиться избрания королём Конрадина. В дальнейшем Людвиг предпринимал финансовые и дипломатические усилия, чтобы посадить того на сицилийский трон, но к 1268 году понял безрассудность этого, в результате чего добился признания своих прав на наследство Конрадина. В результате после гибели племянника в 1268 году все его владения в Южной Германии перешли к баварскому герцогу. После смерти в 1272 году Ричарда Корнуольского Людвиг какое-то время надеялся сам стать королём, но, осознав невозможность подобного, поддержал кандидатуру Отакара II Чешского, которого он считал единственным успешным противником своего нелюбимого брата Генриха. Однако королём был избран Рудольф I Габсбург. В качестве пфальцграфа Рейнского Людвиг 1 октября 1273 года от лица всех курфюрстов, а в день коронации 24 октября женился на его дочери и получил признания прав на наследство Конрадина. В интересах нового короля он порвал с Отакаром Чешским, а также всячески поддерживал Габсбургов в Австрии. Во время междуцарствия после смерти Рудольфа I в 1291 году Людвиг пытался занять пост имперского викария в Восточной Швабии, что использовал в качестве обеспечения своих требований на наследство Конрадина в Швабии. В качестве нового короля Людвиг отдавал предпочтение Альбрехту Австрийскому, сыну Рудольфа, но в итоге поддержал избрание Адольфа Нассауского. |
| 1294—1317      | Рудольф I Заика (4 октября 1274 — 12/13 августа 1319) | Сын герцога Людвига II, герцог Верхней Баварии и пфальцграф и курфюрст Рейнский с 1294 года. Как старший из пережившего отца сыновей наследовал ему в Верхней Баварии и Рейнском Пфальце. Поскольку его младший брат Людвиг IV стремился получить полномочия правителя, их отношения были весьма натянутыми. Но первоначально они управляли совместно всеми владениями. Рудольф женился на дочери короля Адольфа Нассауского, которого поддерживал вплоть до его гибели. После избрания королём Альбрехта I Габсбурга Рудольф перешёл на его сторону. Вскоре у него с братом вновь начался конфликт из-за управления Баварией. В 1301 году он был вынужден передать часть своей власти Людвигу. После смерти Альбрехта в 1308 году оба брата пытались добиться своего избрания королём, но безрезультатно. В 1310 году они официально разделили Верхнюю Баварию между собой, но в 1313 году раздел был отменён в пользу совместного управления. При этом полномочия курфюрста сохранил Рудольф. Главным его местопребыванием был Мюнхен. В 1314 году Рудольф голосовал против избрания королём своего брата. Только в 1317 году братья смогли примириться, заключив договор, по которому Рудольф отказывался от попыток притязаний на господство в Баварии. В итоге его потомки управляли только в рейнском Пфальце. |
| 1294—1347      | Людвиг IV (февраль/март 1282 — 11 октября 1347)       | Сын герцога Людвига II, герцог Верхней Баварии с 1294 года, герцог Нижней Баварии с 1340 года, король Германии с 1314 года, король Италии с 1327 года, император Священной Римской империи с 1328 года. |

### Нижняя Бавария
| Годы правления | Имя                                                            | Примечание |
| -------------- | -------------------------------------------------------------- | --- |
| 1255—1290      | Генрих XIII (I) (19 ноября 1235 — 3 февраля 1290)              | Сын герцога Оттона II, герцог Баварии в 1253—1255 годах (совместно с братом Людвигом II), герцог Нижней Баварии с 1255 года.                                      |
| 1290—1312      | Оттон III (11 февраля 1261 — 9 сентября 1312)                  | Сын герцога Генриха XIII, герцог Нижней Баварии с 1290 года, король Венгрии (под именем «Оттон») в 1305—1307 годах.                                               |
| 1290—1296      | Людвиг III (9 февраля 1269 — 13 мая 1296)                      | Сын герцога Генриха XIII, герцог Нижней Баварии с 1290 года. |
| 1290—1310      | Стефан I Старший (14 марта 1271 — 21/22 декабря 1310)          | Сын герцога Генриха XIII, герцог Нижней Баварии с 1290 года. |
| 1310—1339      | Генрих XIV (II) Старший (29 сентября 1305 — 1/2 сентября 1339) | Сын герцога Стефана I, герцог Нижней Баварии в 1310—1331 годах, герцог Нижней Баварии в Лансхуте с 1331 года.                                                     |
| 1310—1334      | Оттон IV (3 января 1307 — 14 декабря 1334)                     | Сын герцога Стефана I, герцог Нижней Баварии в 1310—1331 годах, герцог Нижней Баварии в Бурггаузене с 1331 года, герцог Нижней Баварии в Деггендорфе с 1333 года. |
| 1312—1333      | Генрих XV (III) (28 августа 1312 — 18 июня 1333)               | Сын Оттона III, герцог Нижней Баварии (совместно с Генрихом XIV и Оттоном IV) в 1312—1331 годах, герцог Нижней Баварии в Деггендорфе с 1331 года.                 |
| 1339—1340      | Иоганн I Дитя (29 ноября 1329 — 19/20 декабря 1340)            | Сын герцога Генриха XIV, герцог Нижней Баварии в Лансхуте с 1339 года.                                                                                            |

В 1340 году Нижняя Бавария присоединена к Верхней.

### Бавария (1340—1349)
| Годы правления | Имя                                                                                         | Примечание |
| -------------- | ------------------------------------------------------------------------------------------- | ---------- |
| 1340—1347      | Людвиг IV                                                                                   |            |
| 1347—1349      | Совместно: Людвиг V Бранденбургский, Стефан II, Людвиг VI, Вильгельм I, Альбрехт I, Оттон V |            |

### Нижняя Бавария (1349—1353)
| Годы правления | Имя                                           | Примечание |
| -------------- | --------------------------------------------- | ---------- |
| 1349—1353      | Совместно: Стефан II, Вильгельм I, Альбрехт I |            |

В 1353 году Нижняя Бавария была разделена на Баварско-Ландсхутское и Баварско-Штраубингское герцогства.

### Верхняя Бавария (1349—1351)
| Годы правления | Имя                                                     | Примечание                        |
| -------------- | ------------------------------------------------------- | --------------------------------- |
| 1349—1351      | Совместно: Людвиг V Бранденбургский, Людвиг VI, Оттон V |                                   |
| 1351—1361      | Людвиг V Бранденбургский                                | курфюрст Бранденбурга с 1323 года |
| 1361—1363      | Мейнхард III                                            | граф Тироля с 1342 года           |

После смерти Мейнхарда Верхняя Бавария была разделена между Баварско-Ландсхутским и Баварско-Штраубингским герцогствами.

### Баварско-Ландсхутское герцогство
| Годы правления | Имя                                                  | Примечание |
| -------------- | ---------------------------------------------------- | --- |
| 1353—1375      | Стефан II (осень 1319 — 19 мая 1375)                 | Второй сын императора Людвига IV, герцог Баварии (совместно с братьями) в 1347—1349 годах, герцог Нижней Баварии (совместно с братьями) в 1349—1353 годах, герцог Баварско-Лансхутский с 1353 года |
| 1275—1379      | Совместно: Оттон V, Стефан III, Фридрих, Иоганн II   | |
| 1379—1392      | Совместно: Стефан III, Фридрих и Иоганн II           | В 1392 году из Баварско-Ландсхутского герцогства были выделены Баварско-Ингольштадтское и Баварско-Мюнхенское герцогства.                                                                          |
| 1392—1393      | Фридрих (около 1339 — 2/4 декабря 1393)              | Второй сын герцога Стефана II, герцог Баварско-Лансхутский с 1379 года (до 1392 года — совместно с братьями).                                                                                      |
| 1393—1450      | Генрих XVI (IV) Богатый (1386 — 30 июля 1450)        | Сын герцога Фридриха, герцог Баварско-Лансхутский с 1393 года. |
| 1450—1479      | Людвиг IX Богатый (23 февраля 1417 — 18 января 1479) | Сын герцога Генриха XVI, герцог Баварско-Лансхутский с 1450 года. |
| 1479—1503      | Георг Богатый (15 августа 1455 — 1 декабря 1503)     | Сын герцога Людвига IX, герцог Баварско-Лансхутский с 1479 года |

В 1503 году Баварско-Ландсхутское герцогство было присоединено к герцогству Баварско-Мюнхенскому.

### Баварско-Ингольштадтское герцогство
| Годы правления | Имя                                                   | Примечание |
| -------------- | ----------------------------------------------------- | --- |
| 1392—1413      | Стефан III (около 1337 — 26 сентября 1413)            | Старший сын герцога Стефана II, герцог Баварско-Лансхутский (совместно с братьями) в 1375—1392 годах, герцог Баварско-Ингольштадский с 1392 года. |
| 1413—1443      | Людвиг VII Бородатый (1365/1369 — 1/2 мая 1347)       | Сын герцога Стефана III, герцог Баварско-Ингольштадтский в 1413—1443 годах. В 1443 году свергнут сыном и помещён в заключение.                    |
| 1443—1445      | Людвиг VIII Молодой (1 сентября 1403 — 7 апреля 1445) | Сын герцога Людвига VIII, герцог Баварско-Ингольштадский с 1443 года                                                                              |

В 1447 году Баварско-Ингольштадтское герцогство присоединено к Баварско-Ландсхутскому герцогству.

### Баварско-Мюнхенское герцогство
| Годы правления | Имя                                                  | Примечание |
| -------------- | ---------------------------------------------------- | --- |
| 1392—1397      | Иоганн II (около 1341 — 8 августа 1397)              | Третий сын герцога Стефана II, герцог Баварско-Лансхутский (совместно с братьями) в 1379—1392 годах, герцог Баварско-Мюнхенский с 1392 года.                               |
| 1397—1438      | Эрнст (1373 — 2 июля 1438)                           | Старший сын герцога Иоганна II, герцог Баварско-Мюнхенский с 1397 года (до 1435 года — совместно с братом Вильгельмом III)                                                 |
| 1397—1435      | Вильгельм III (1375 — 12 или 21 сентября 1435)       | Второй сын герцога Иоганна II, герцог Баварско-Мюнхенский с 1397 года (совместно с братом Эрнстом).                                                                        |
| 1435—1440      | Адольф (7 января 1434 — май/октябрь 1440)            | Старший сын герцога Вильгельма, герцог Баварско-Мюнхенский с 1435 года. Умер ребёнком.                                                                                     |
| 1438—1460      | Альбрехт III (23 марта 1401 — 27/29 февраля 1460)    | Сын герцога Эрнста I, герцог Баварско-Мюнхенский с 1438 года |
| 1460—1463      | Иоганн IV (23 марта 1437 — 1463)                     | Старший сын Альбрехта III, герцог Баварско-Мюнхенский с 1460 года (совместно с братьями Сигизмундом и Альбрехтом IV).                                                      |
| 1460—1467      | Сигизмунд (1439 — 25 февраля 1501)                   | Второй сын Альбрехта III, герцог Баварско-Мюнхенский в 1460—1467 годах совместно с братьями Иоганном IV (до 1463) и Альбрехтом IV), герцог Баварско-Дахауский с 1467 года. |
| 1463—1503      | Альбрехт IV Мудрый (15 декабря 1447 — 15 марта 1508) | Четвёртый сын Альбрехта III, герцог Баварско-Мюнхенский с 1460 года |

### Баварское-Дахауское герцогство
В 1467 году из Баварско-Ландсхутского герцогства было выделено Дахау-Баварское герцогство для герцога Сигизмунда.
| Годы правления | Имя                                | Примечание |
| -------------- | ---------------------------------- | --- |
| 1467—1501      | Сигизмунд (1439 — 25 февраля 1501) | Второй сын Альбрехта III, герцог Баварско-Мюнхенский в 1460—1467 годах совместно с братьями Иоганном IV (до 1463) и Альбрехтом IV), герцог Баварско-Дахауский с 1467 года. |

В 1501 году присоединено к Баварско-Мюнхенскому герцогству.

### Баварско-Штраубингское герцогство
| Годы правления | Имя                                         | Примечание |
| -------------- | ------------------------------------------- | --- |
| 1353—1388      | Вильгельм I (12 мая 1330 — 15 апреля 1388)  | Сын императора Людвига IV от брака с Маргаритой II, графини Голландии, Зеландии и Эно. Герцог Баварии (совместно с братьями) в 1347—1349 годах, герцог Нижней Баварии (совместно с братьями) в 1349—1353 годах, герцог Баварско-Штраубинский (совместно с братом Альбрехтом I) с 1353 года, граф Голландии и Зеландии (под именем «Вильгельм V») с 1349 года, граф Эно (Геннегау) (под именем «Вильгельм V») с 1357 года. |
| 1353—1404      | Альбрехт I (25 июля 1336 — 13 декабря 1404) | Сын императора Людвига IV от брака с Маргаритой II, графини Голландии, Зеландии и Эно. Герцог Баварии (совместно с братьями) в 1347—1349 годах, герцог Нижней Баварии (совместно с братьями) в 1349—1353 годах, герцог Баварско-Штраубинский с 1353 года (до 1388 года совместно с братом Альбрехтом I, в 1389—1397 годах — совместно с Альбрехтом II), граф Голландии, Зеландии и Эно с 1388 года.                       |
| 1389—1397      | Альбрехт II (1369 — 21 января 1397)         | Второй сын герцога Альбрехта I, соправитель отца в Баварско-Штраубинском герцогстве с 1389 года. |
| 1404—1417      | Вильгельм II (5 апреля 1365 — 30 мая 1417)  | Старший сын герцога Альбрехта I, граф Голландии, Зеландии и Эно (под именем «Вильгельм VI»), герцог Баварско-Штраубинский с 1404 года. |
| 1417—1432      | Якоба (16 августа 1401 — 8/9 октября 1436)  | Дочь герцога Вильгельма II, герцогиня Баварско-Штраубинская, графиня Голландии, Зеландии и Эно с 1417 года. Её право наследования было оспорено дядей, Иоганном III. |
| 1418—1425      | Иоганн III (1374 — 6 января 1425)           | Младший сын герцога Альбрехта I, князь-епископ Льежа в 1389—1418 годах, герцог Баварско-Штраубинский с 1417 года, граф Голландии, Зеландии и Эно 1418 года. Оспорил наследование владений брата своей племянницей Якобой |

В 1432 году территория Баварско-Штраубингского герцогства была разделена между Баварско-Ингольштадтским, Баварско-Ландсхутским и Баварско-Мюнхенским герцогствами.

### Баварское герцогство (1503—1623)
В 1503 году все баварские земли были объединены баварско-мюнхенским герцогом Альбрехтом IV.
| Годы правления | Имя                                                            | Примечание                                                                          |
| -------------- | -------------------------------------------------------------- | ----------------------------------------------------------------------------------- |
| 1503—1508      | Альбрехт IV Мудрый (15 декабря 1447 — 15 марта 1508)           | В 1503 году объединил все владения Виттельсбахов в Баварии                          |
| 1508—1550      | Вильгельм IV (1493 — 1550)                                     | Старший сын герцога Альбрехта IV, герцог Баварский с 1508 года.                     |
| 1516—1545      | Людвиг X (18 сентября 1495 — 22 апреля 1545)                   | Второй сын герцога Альбрехта IV, герцог Баварско-Ландсхутский.                      |
| 1550—1579      | Альбрехт V Великодушный (29 февраля 1528 — 24 октября 1579)    | Сын герцога Вильгельма IV, герцог Баварский с 1550 года                             |
| 1579—1597      | Вильгельм V Благочестивый (29 сентября 1548 — 17 февраля 1626) | Сын герцога Альбрехта V, герцог Баварский с 1579 года                               |
| 1597—1623      | Максимилиан I (17 апреля 1573 — 22 сентября 1653)              | Сын герцога Вильгельма V, герцог Баварии с 1597 году, курфюрст Баварии с 1623 года. |

## Курфюршество Баварияв 1623—1805
| Годы правления          | Имя                                                      | Примечание |
| ----------------------- | -------------------------------------------------------- | --- |
| 1623 — 1651             | Максимилиан I (17 апреля 1573 — 22 сентября 1653)        | с 1597 герцог Баварии, в 1623 получил Пфальц (владел до 1648) с титулом курфюрста |
| 1651 — 1679             | Фердинанд Мария (21/31 октября 1636 — 15/26 мая 1679)    | Сын курфюрста Максимилиана I, курфюрст Баварии с 1651 года. Первые годы правил под опекой матери, Марии Анны Австрийской. |
| 1679 — 1726             | Максимилиан II Эммануил (11 июля 1662 — 26 февраля 1726) | Сын курфюрста Фердинанда Марии, курфюрст Баварии с 1679 года. |
| 1726 — 1745             | Карл Альбрехт (6 августа 1697 —20 января 1745)           | Сын курфюрста Максимилиана II Эммануила, курфюрст Баварии с 1726 года, король Чехии с 1741 года, император Священной Римской империи (под именем «Карл VII») с 1742 года. |
| 1745 — 1777             | Максимилиан III Иосиф (28 марта 1727 — 30 декабря 1777)  | Сын курфюрста Карла Альбрехта, курфюрст Баварии с 1745 года. Последний представитель Баварской ветви Виттельсбахов. |
| Линия Пфальц-Нойбург    |                                                          | |
| 1777 — 1799             | Карл Теодор (10 декабря 1724 — 16 февраля 1799)          | Происходил из Пфальц-Зульцбахской ветви Виттельсбахов. Пфальцграф Зульцбаха (под именем «Карл Теодор») с 1733 года, курфюрст Пфальца (под именем «Карл IV Теодор») с 1743 года, курфюрст Баварии с 1777 года. После вымирания баварских Виттельсбахов Карл Теодор унаследовал Баварию как старший из представителей династии Виттельсбахов. |
| Линия Пфальц-Цвейбрюкен |                                                          | |
| 1799 — 1806             | Максимилиан IV Иосиф (27 мая 1756 — 23 октября 1825)     | Происходил из Пфальц-Цвайбрюкен-Биркенфельдской ветви Виттельсбахов. Граф фон Раппольштейн с 1778 года, герцог Цвайбрюкена с 1795 года, курфюрст Баварии с 1799 года, король Баварии с 1806 года (под именем «Максимилиан I»). |

## Королевство Бавария(1806—1918)
| Годы правления | Имя                                             | Примечание |
| -------------- | ----------------------------------------------- | --- |
| 1806 — 1825    | Максимилиан I (27 мая 1756 — 23 октября 1825)   | с 1799 Максимилиан IV Иосиф, курфюрст Баварии. |
| 1825 — 1848    | Людвиг I (25 августа 1786 — 29 февраля 1868)    | Сын Максимилиана I, король Баварии в 1725—1848 годах. После революции 1848 года 20 марта отрёкся от трона в пользу сына Максимилиана II и переехал в Ниццу, где жил до смерти. |
| 1848 — 1864    | Максимилиан II (28 ноября 1811 — 10 марта 1864) | Сын Людвига I, король Баварии с 1848 года. |
| 1864 — 1886    | Людвиг II (25 августа 1845 — 13 июня 1886)      | Сын Максимилиана II, король Баварии с 1864 года. В 1886 году был объявлен сумасшедшим, после чего утонул при невыясненных обстоятельствах. Регентом при нём был Луитпольд, сын короля Людвига I. |
| 1886 — 1913    | Оттон I (27 апреля 1848 — 11 октября 1916)      | Сын короля Максимилиана II, король Баварии в 1886—1913 годах. В 1875 был объявлен сумасшедшим и с 1880 годах находился под жёстким надзором. Регентами при нём были: - Луитпольд (12 марта 1821 — 12 декабря 1912), сын короля Людвига I, регент в 1886—1912 годах; - Людвиг, сын Луитпольда, регент 1912—1913, Оттона I и стал королём с именем «Людвиг III». |
| 1913 — 1918    | Людвиг III (7 января 1845 — 18 октября 1921)    | Сын принца Луитпольда, регент Баварии в 1912—1913 годах, король Баварии в 1913—1918 годах. В 1913 году сверг двоюродного брата, короля Оттона I, и сам взошёл на трон. После революции 1918 года в ноябре был свергнут и бежал из страны. До смерти жил в эмиграции в Венгрии.                                                                                 |